# Йоргос Пецивас
Йоргос Пецивас (на гръцки: Γιώργος Πετσίβας) е гръцки сценограф, актьор и историк, специалист по Македонския въпрос.

## Биография
Роден е в известно семейство на 8 март 1946 година в мъгленското градче Съботско (Аридеа), Гърция. Учи в Атина и в университета в Букурещ.
Работи като актьор в трупата на Дзени Карези и сценограф в Гръцката държавна корпорация за радио и телевизия (ЕРТ).
Когато чрез професията си се сблъсква с архивите за Македония, изоставя публичната си кариера и започва да изучава и публикува документи, свързани с Македония. Основава собствено издателство и работи по македонските архиви до края на живота си.
Умира в Атина на 28 юли 2018 година.

## Сценография
- 1973 Γεύση από... τζιν
- 1970 Το κάστρο
- 1971 Ασπασία (θεατρικό)
- 1986 Οι σκληροί του... Μπραχάμι[4]